# Carlos Varela (football)
 (mai 2025).
Si vous disposez d'ouvrages ou d'articles de référence ou si vous connaissez des sites web de qualité traitant du thème abordé ici, merci de compléter l'article en donnant les références utiles à sa vérifiabilité et en les liant à la section « Notes et références ».
Pour les articles homonymes, voir Carlos Varela et Varela.
Carlos Varela est un footballeur professionnel espagnol. Il est né le 15 septembre 1977 à Genève. Il mesure 177 cm et pèse 71 kg. Il joue au poste milieu de terrain. Il est connu pour ses talents de vitesse et de combativité, il a remporté 4 titres majeurs, 2 fois champions suisse avec Servette FC et FC Basel et 3 coupe suisse avec FC Basel, il a également jouer en Champions League, et rencontrer l’équipe de son cœur, le Deportivo La Corogne.

## Carrière
Varela a déjà joué au Servette Genève à l'âge de 17 ans (1995 à fin 1998). Après six mois au FC Bâle, il revient au Servette pour une saison (1999/2000) avant de revenir à Bâle en juillet 2000. Il y a joué jusqu'à la fin de la saison 2002/2003, au cours de laquelle il a également été utilisé six fois en UEFA Champions League. De 2003 à 2005, il a joué pour le FC Aarau avant de rejoindre les Young Boys[Lesquels ?]lors de la saison 2005/2006.  Au total, le milieu de terrain polyvalent a joué plus de 300 fois dans la première ligue suisse et a marqué plus de 40 buts.  Avec les Young Boys, il portait le maillot numéro 19. Le 2 juillet 2006, Varela a marqué le premier but sur le nouveau gazon artificiel du Stade de Suisse lors de la victoire amicale 2-0 des Young Boys contre les champions tunisiens de l' Espérance sportive de Tunis.
Varela est un joueur talentueux qui peut embarrasser les défenses adverses avec ses talents de sprinteur. Cependant, il est également connu pour ses explosions émotionnelles. Ainsi, lors de la saison 2008/2009, après trois matchs, il a déjà eu trois avertissements et un expulsé (directement rouge). De nombreux experts y voient l'une des principales raisons pour lesquelles Varela n'a pas joué dans l'une des grandes ligues à ce jour.
En août 2010, Varela a mis fin à son contrat avec Neuchâtel Xamax avec effet immédiat après avoir été remarqué à plusieurs reprises pour son comportement antisportif et a été suspendu pour trois matchs. Après cela, il est allé à D.C. United pour revenir à son premier arrêt professionnel au Servette en janvier 2011.
Cependant, au début de la saison 2011/12, il ne faisait plus partie des plans de l'entraîneur João Alves, c'est pourquoi il a rejoint le FC Wohlen en Challenge League, où il a signé un contrat jusqu'à la fin de la saison.  L'entraîneur de Wohlen, Urs Schönenberger, a critiqué Varela dans un magazine Wohler fin septembre.  Cela a conduit Varela à démissionner de son contrat après trois apparitions partielles (deux en championnat et un match de coupe). Maintenant, le footballeur est passé de manière surprenante au club régional bernois du FC Köniz et y a terminé sa carrière fin 2015.

## Clubs successifs
- 1995-décembre 1998 :  Servette FC
- janvier 1999-1999 :  FC Bâle
- 1999-2000 :  Servette FC
- 2000-2003 :  FC Bâle
- 2003-2005 :  FC Aarau
- 2005-2009 :  BSC Young Boys
- 2009-2010 :  Neuchâtel Xamax FC
- 2010-janvier 2011 :  D.C. United
- janvier 2011-2011 :  Servette FC
- 2011 :  FC Wohlen
- depuis 2011 :  FC Köniz